# Gare de Rombak
La gare de Rombak est une gare ferroviaire de la ligne d'Ofot. Elle se situe à 20.86 km de Narvik.